# Raymond Escholier
Pour l’article homonyme, voir Escolier.
Raymond Escholier, de son nom civil Raymond-Antoine-Marie-Emmanuel Escolier, né le 25 décembre 1882 à Paris et mort le 19 septembre 1971 à Nîmes, est un journaliste, romancier et critique d'art français. Il fut conservateur de la Maison de Victor Hugo et du musée du Petit Palais.

## Biographie

### Ses débuts
Raymond Escolier, dit Raymond Escholier — changement d’orthographe dû à une suggestion d'Anatole France — est né à Paris le 25 décembre 1882. Son père, Albert Escolier, était un journaliste parlementaire, issu d'une longue lignée de juristes ariégeois, et sa mère, Marie Rossignol, d'origine bordelaise, était copiste au musée du Louvre. Ayant perdu son père à l'âge de sept ans, il connaît la gêne et même la misère.
Élève brillant, il poursuit ses études au lycée Henri-IV, puis au petit Condorcet où il est lauréat du concours général en 1899 avant d'être licencié ès lettres. Pendant toute son enfance, il conserve des liens avec le Sud de la France notamment avec la région dont est originaire son père puisqu'il passe ses grandes vacances à Chalabre (Aude) et à Mirepoix (Ariège).
Grâce à sa mère qui y travaille, il fréquente assidûment le Louvre. En 1900, il intègre l'administration des musées de Paris comme attaché de 4e classe, où il a comme collègue Louis Pergaud. Il fréquente Jean Jaurès, Léon Blum et Aristide Briand, dont il sera plus tard le chef de cabinet, et écrit dans des revues socialistes d'avant-garde. Par ailleurs, il est introduit chez Anatole France à la villa Saïd où il rencontre un autre méridional, Jean-Jacques Brousson, secrétaire particulier d'Anatole France.
En 1902, Raymond Escholier est attaché au Petit Palais et, l'année suivante, il devient secrétaire de la direction des Beaux-Arts. En 1905, il épouse Marie-Louise Pons-Tande, une cousine éloignée originaire de Mirepoix dont le grand-père avait été député républicain en 1848 et le premier maire de Mirepoix après la guerre franco-allemande de 1870. Bien qu'elle ait pendant très longtemps refusé d'apparaître comme une femme de lettres, elle inspira tous les romans régionalistes qu'ils écrivent à deux mains.
Le couple rejoint Paris où Raymond Escholier est journaliste et en juin 1906, son épouse donne naissance à leur premier fils, Marc, suivi en 1910, d'un second fils, Claude. Il fait en 1909 ses premiers pas dans la littérature en sortant un recueil de poèmes intitulé Vers l'autre rive, mais cette époque est une période financièrement difficile pour le couple. En 1913, Raymond Escholier est nommé conservateur adjoint du musée Victor-Hugo ce qui permet au couple de connaître un peu d'aisance.

### Période de la Première Guerre mondiale

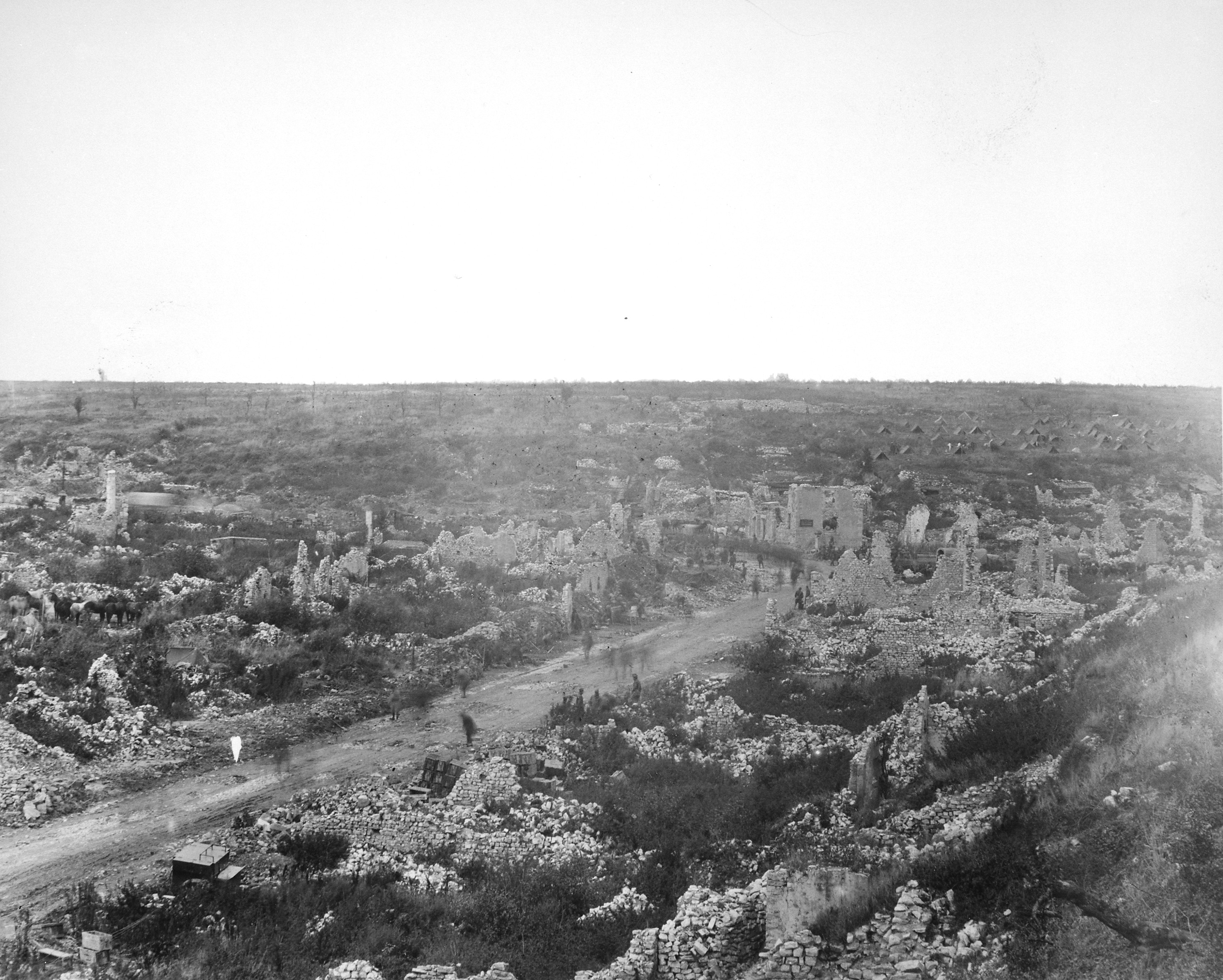
Les ruines d'Avocourt.

En 1914, dès le début de la Première Guerre mondiale, et bien qu'il ait été réformé en 1902, Raymond Escholier s'engage comme volontaire. D'abord affecté aux services auxiliaires de l'État-major à Paris, il rejoint, à sa demande, le 5 août, le service armé dans une brigade de spahis et participe, du 6 au 13 septembre, à la bataille de la Marne. Il se retrouve dans les tentatives de percée du front en Champagne entre février et mars 1915, puis en Artois où il est impliqué dans la première bataille de mai puis celle de l'automne 1915. Après la dissolution de la brigade de spahis le 8 février 1916, il intègre le 59e régiment d'infanterie avec lequel, jusqu'en octobre 1916, il participe à la bataille de Verdun, dans le secteur d'Avocourt.
Début 1917, il embarque pour l'Armée d'Orient avec le 96e bataillon de Tirailleurs sénégalais pour rejoindre l'expédition de Salonique. Promu sergent, puis adjudant, il prend part aux batailles de Kravitza et de Vetremick en Serbie puis à l'offensive générale contre les Bulgares.
Durant toute la guerre, il envoie régulièrement des reportages au quotidien L'Écho de Paris, outre les très nombreux échanges de correspondances avec son épouse. Par ailleurs, il admire le courage des tirailleurs sénégalais avec lesquels il a combattu mais s'interroge cependant sur leur utilisation par la France : « De quel droit, au nom de supposés bienfaits civilisateurs que nous leur apportons, demandons-nous aux Africains de donner leur vie pour des causes qui ne sont pas les leurs ? » ou encore : « L'amitié que nous leur montrons est-elle suffisante pour les convaincre qu'ils sont nos associés et non nos victimes ? ». Au sortir de la guerre, il rend hommage à ses camarades de combat ariégeois du 59e d'infanterie, avec Le Sel de la Terre publié en 1924 et dédié à la mémoire de son ami Louis Pergaud, mais aussi à ses compagnons sénégalais avec Mamadou Fofana, deux romans qui sont construits à partir de ses carnets de guerre.

### L'entre-deux-guerres
Démobilisé le 23 avril 1919, il retrouve son poste au musée Victor-Hugo et organise aussitôt une exposition sur l'œuvre graphique de Victor Hugo, lors de ses voyages en Rhénanie entre 1835 et 1840. La même année, il fait paraître Dansons la Trompeuse qu'il signe seul, son épouse Marie-Louise refusant, jusqu'en 1925, de voir son nom sur la couverture d'un livre. Ce roman obtient le prix Northcliffe, le Femina anglais.
Le 1er avril 1920, Raymond Escholier devient conservateur de la maison de Victor Hugo située place des Vosges à Paris. L'année suivante, il est nommé chef de cabinet d'Aristide Briand, alors président du Conseil et ministre des Affaires étrangères. La même année, paraît Cantegril, écrit en collaboration avec son épouse et qui est couronné par le prix Femina qui s'appelle à l'époque le Prix Vie Heureuse. Il partage sa vie entre Paris et l'Ariège où son épouse préfère vivre afin d'écrire en laissant son époux à sa vie culturelle et artistique dans la capitale.
À la fin de 1922, La Dépêche de Toulouse (premier nom de La Dépêche du Midi) le sollicite pour devenir son critique d'art. Il signale à ses lecteurs des sculpteurs méridionaux tels qu'Antoine Bourdelle, Aristide Maillol, André Abbal ou René Iché ; il met en vedette le peintre cubiste André Lhote, dresse l'éloge du groupe des Femmes artistes modernes (avec des artistes telles que Bessie Davidson ou Marie Laurencin), mais aussi des peintres espagnols Picasso, Manolo et Hernandez « qui honorent tout ensemble Espagne, Catalogne et France ».
Avec Jean-Jacques Brousson, il dirige la revue Demain, d'avril 1924 à août 1925, à laquelle collaborent les écrivains Maurice Maeterlinck, François Mauriac, Montherlant, Philippe Soupault, Francis Carco, Pierre Benoit, Colette, Marcel Prévost, Jacques Hébertot, Louis Loucheur ainsi que le critique littéraire Robert Kemp, et, pour le cinéma, Marcelle Chaumeix. C'est dans cette revue que paraît le roman Quand on conspire à l'occasion duquel Marie-Louise Escholier accepte enfin de paraître comme « collaboratrice ». Lorsque la revue Demain cesse de paraître après dix-sept mois, Raymond Escholier se lance aussitôt dans la rédaction de trois volumes sur le peintre, graveur et écrivain Eugène Delacroix.

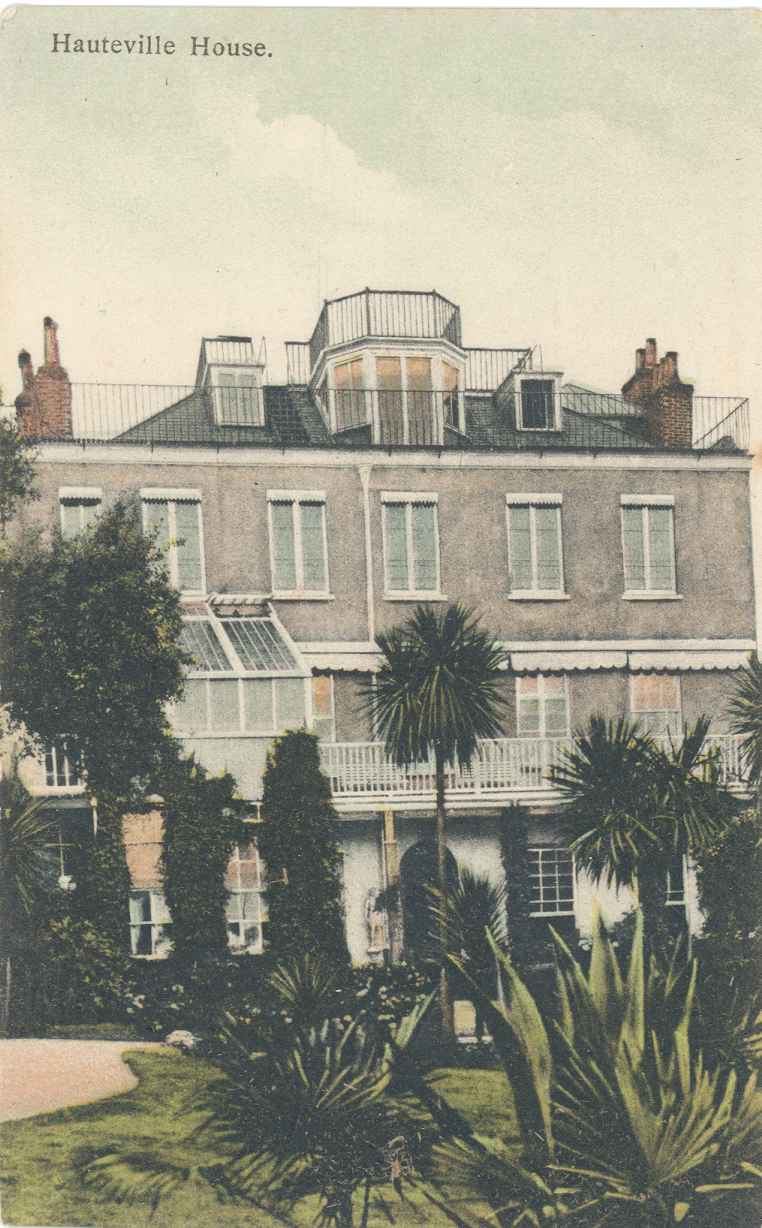
Hauteville House, maison de Victor Hugo devenue un musée.

En 1926, Raymond Escholier suggère à Jeanne Nègreponte, la petite-fille de Victor Hugo, et à ses neveux et nièce, de léguer Hauteville House, à la Ville de Paris et, l'année suivante, cette ancienne demeure de Victor Hugo devient la propriété de la ville de Paris. Dans le même temps, Raymond Escholier publie La Vie glorieuse de Victor Hugo et organise l'exposition « La Jeunesse des Romantiques » à laquelle il associe l'Académie des Jeux floraux, société littéraire qui avait couronné Victor Hugo à l'âge de 17 ans le faisant « maître ès jeux » dès 1820. Durant l'été 1927, il entreprend également avec Jean-Jacques Brousson La Conversion de Figaro, une pièce de théâtre adaptée du Mariage de Figaro de Beaumarchais dans laquelle ils mettent en scène les personnages mais pendant la Révolution. Parallèlement, il prépare avec son épouse une adaptation du roman Cantegril sous forme d'opéra-bouffe, dont la musique est confiée à Roger-Ducasse.
L'année suivante, il publie Gascogne, un ouvrage illustré par Clément Serveau sur les légendes et traditions, puis Paris, un autre guide, orné d'aquarelles de Nicolas Markovitch. En 1929, apprenant que le dernier atelier du peintre Delacroix situé rue de Furstenberg à Paris est menacé de démolition, Raymond Escholier crée, avec les peintres Maurice Denis et Paul Signac, ainsi que l'historien d'art André Joubin, la Société des Amis d'Eugène Delacroix, collecte des fonds, intervient auprès de la Ville de Paris qui sauve l'atelier et le transforme en musée Delacroix.
En 1931, deux de ses pièces de théâtre sont jouées à Paris, Cantegril à l'Opéra-Comique et La Conversion de Figaro qui est donnée au Théâtre de l'Odéon. Cette même année, il est récompensé pour l'ensemble de son œuvre par le Grand prix de littérature de l'Académie française à la suite de la parution de son roman L'Herbe d'amour. À la mort d'Aristide Briand en juin 1932, il publie ses Souvenirs parlés d'Aristide Briand.
Le 1er septembre 1933, il prend la direction du Petit Palais construit en 1900 pour l'Exposition universelle et met aussitôt les salles du rez-de-chaussée à la disposition des artistes contemporains auxquels il consacre deux expositions successives de mars à juin 1934,, après celles organisées par Odilon Redon et Paul Signac. Début 1935, grâce à l'aide d'Andry-Farcy, conservateur du musée de Grenoble, a lieu l’exposition Les Chefs-d'œuvre du musée de Grenoble. À cette occasion, le collectionneur Emmanuel de Sarmiento, qui avait richement doté ce musée en œuvres modernes italiennes, offre à la Ville de Paris des pièces de ses collections.
Vient ensuite l'exposition à laquelle Raymond Escholier avait travaillé dès son entrée en fonction et pour laquelle la Ville de Paris et l'État collaboraient, L'Exposition de l'art italien de Cimabue à Tiepolo. Cette exposition consacrée à la peinture italienne attira 600 000 visiteurs et fut qualifiée par Kenneth Clark, directeur de la National Gallery de « la plus extraordinaire manifestation d'art qui ait jamais eu lieu ». Afin de ménager de la place pour cette exposition, Escholier n'avait pas hésité à supprimer la salle consacrée au sculpteur Jules Dalou (il faudra attendre 2005 pour qu'une petite salle lui soit à nouveau dédiée) et à ordonner la destruction irrémédiable du modèle en plâtre grandeur réelle de la Porte monumentale du sculpteur Jean Carriès. En reconnaissance de son travail, Raymond Escholier est élevé au grade de Commandeur de la Légion d'honneur.
Outre l'organisation de toutes ces expositions, son activité littéraire ne se ralentit pas, il publie Victor Hugo et les femmes, un roman, Maripepa et un guide à la gloire de Constantinople. Il aurait souhaité organiser une exposition sur l'Espagne comme il l'avait fait sur l'art italien pour l’Espagne mais la guerre civile fit échouer ce projet et il se contenta donc de préparer une exposition consacrée au peintre français Antoine-Jean Gros intitulée Gros, ses amis et ses élèves.  
En 1937, il organise l'exposition "Les Maîtres de l'Art Indépendant, 1895-1937" au Petit Palais à propos de laquelle Le Figaro dira : « à l'exception de deux ou trois salles, le Petit Palais a été vidé de son contenu normal ». Cette exposition réunissait 1557 œuvres de 120 artistes parmi lesquels Matisse, Maillol, Despiau, Vlaminck, Picasso, Chagall, Bonnard, Rouault, Derain, Braque, Utrillo, Vuillard, Dunoyer de Segonzac, Chirico, Delaunay, Dufy, Gromaire, Laurencin, Lebasque, Léger, Lhote, Picabia, Renoir, Rodin, Soutine, Valadon, Van Dongen, La Fresnaye ou Modigliani. Cette multitude d'artistes fera dire au Figaro : « On imagine les pleurs et les grincements de dents, des artistes qui ont été exclus de cette exhibition prestigieuse et sensationnelle voulue par la Ville de Paris, désormais patronne consacrée de l'indépendance en art ». Même si l'ensemble de la presse était élogieuse, certains étaient très critiques comme Camille Mauclair qui parle de « franc-maçonnerie pseudo-artistique se parant du titre d'Art vivant ».
Trois ouvrages paraissent cette même année. Tout d'abord, La Peinture française au XXe siècle, un panorama de 1895 à 1937, qui s’intéresse à toutes les écoles, rappelle les querelles et commente les diverses critiques. Ensuite, Henri Matisse, à partir des notes manuscrites que le peintre avait rédigées à l'intention de Raymond Escholier. Enfin, Greco, où est mis en vedette l'orientalisme de cet artiste.

### De la Seconde Guerre mondiale à la fin de sa vie
À la veille de la Seconde Guerre mondiale, il faut envisager la sauvegarde et même l'évacuation, en cas de conflit, des œuvres les plus précieuses du Petit Palais. En septembre 1939, l'évacuation est effective, d'abord vers le château de La Gidonnière, propriété du duc de Gramont Lesparre, à Lhomme dans la Sarthe, puis, huit mois plus tard, vers Mirepoix où Raymond Escholier se réfugie. Dès juillet 1940, le conservateur est sommé par le Régime de Vichy de reprendre ses fonctions à Paris, il s'y refuse mais accepte cependant la présidence de la mairie de Mirepoix dont il démissionne moins d'un an après. En 1943, « soupçonné de gaullisme et de tiédeur à l’égard du régime », il est mis à la retraite d’office et son successeur vient chercher à Mirepoix les œuvres dont il avait la garde. À la Libération, Raymond Escholier mène une longue enquête auprès de ses amis résistants et publie en 1945 Maquis de Gascogne.
Avec la collaboration de Maurice Gardelle, et, pour certains passages celle de Marie-Louise Escholier, il rédige Le Secret de Montségur, mettant en scène Napoléon Peyrat, l'auteur de l'Histoire des Albigeois, pionnier du renouveau d'intérêt porté aux cathares. Par la suite, il écrit Matisse ce vivant, paru en 1956. L'année suivante, Raymond Escholier se consacre à La Neige qui brûle (ouvrage pour lequel il a obtenu le prix Véga et Lods de Wegmann) répondant au souhait de la poétesse Marie Noël qui lui avait écrit en 1951, « Mes mémoires, c’est vous qui les écrirez ». La dernière action de l'ancien conservateur est l'organisation, au musée Galliera à Paris, d'une exposition en faveur du sculpteur André Abbal.
Son épouse Marie-Louise Escholier disparaît en 1956. Il est nommé Conseiller culturel de la Ville de Paris et se remarie en octobre 1957 avec Claudie Léouzon Le Duc, descendante du peintre Léon Riesener et arrière-petite nièce de Delacroix. Grand officier de la Légion d'honneur en 1963. Il perd sa seconde épouse en 1969. Retiré à Nîmes, il y meurt le 19 septembre 1971.

## Publications
Romans et nouvelles
- Le Sel de la terre, Éditions Malfère, 1924.
- Quand on conspire, Grasset, 1925.
- Mahmadou Fofana, Crès, 1928.
- L’Empereur aux yeux bleus, Albin Michel, 1930, en collaboration avec Clément Vautel.
- L'herbe d'amour, Albin Michel, 1931.
- Sang Gitane, Laboratoire Deglaude, 1933.
- Maripepa, Albin Michel, 1935.

Théâtre
- Madame de Luzy, un acte, d’après une nouvelle d’Anatole France, 1908.
- La Conversion de Figaro, 3 actes et un épilogue, 1931, en collaboration avec Jean-Jacques Brousson.
- Cantegril, opéra comique en 4 actes, 1931, musique de Roger-Ducasse.
- Goya, opéra en 3 actes, 1974, musique de Tony Aubin.

Art et poésie
- Vers l’autre rive, Messein, 1909.
- Essais d’art, de littérature et d’histoire : Le Nouveau Paris, Nillson, 1913.
- Daumier, Éditions Floury, 1913.
- Victor Hugo, le peintre, l’artiste, Crès, 1926.
- Maurice Asselin, peintre et lithographe, Crès, 1926.
- Delacroix, Floury, 3 volumes 1926, 1927, 1929.
- La Vie glorieuse de Victor Hugo, Plon, 1928. Paris, Alpina, 1929.
- Logis romantiques, Horizon de France, 1930.
- Versailles, Alpina, 1930.
- Souvenirs parlés de Briand, Hachette, 1932.
- Mes Pyrénées de Gavarnie à la Méditerranée, B. Arthaud, Grenoble, 1933.
- Victor Hugo par ceux qui l’ont connu, Stock, 1933.
- La Place royale et Victor Hugo, Fernand Didot, 1933.
- Delacroix et sa consolatrice, Colin, 1933.
- Constantinople, Alpina, 1935.
- Victor Hugo et les femmes, Flammarion, 1935.
- L’Art italien, Floury, Catalogue de l’exposition du Petit Palais, 1935.
- Gros, ses amis, ses élèves, Catalogue de l’exposition du Petit Palais, 1936.
- La peinture française au XXe siècle, Floury, 1 volume, 1937.
- Greco, Floury, 1937.
- Henri Matisse, Floury, 1937.
- Hôtel-Dieu, Laboratoires Ciba, 1938.
- La Peinture française au XIXe siècle, Floury, 3 volumes, 1941.
- Maquis de Gascogne, collection « Documents d'aujourd'hui » no IV, Genève, Éditions du Milieu du Monde, 1945 ; réédition : Éditions du Bastion, 2004.
- Victor Hugo, cet inconnu, Plon, 1951.
- Un amant de génie, Victor Hugo, Plon, 1952.
- Matisse, ce vivant, Fayard, 1956.
- La Neige qui brûle : Marie Noël, Fayard, 1957, réédition Stock, 1968.
- Mes Pyrénées de Gavarnie au Canigou, Arthaud, 1962.
- Eugène Delacroix, Édition du centenaire, Cercle d’Art, 1963.
- Delacroix et les femmes, Fayard, 1963.
- Daumier et son monde, Éditions Berger-Levrault, 1965.
- Hugo, roi de son siècle, Fayard, 1972.

Revues
Raymond Escholier a collaboré aux journaux et revues suivants :
Mercure de France ; Gazette des Beaux-Arts ; Correspondant ; Revue des deux Mondes ; Revue des Vivants ; Figaro littéraire ; L'Illustration ; Nouvelles Littéraires ; Vient de paraître ; Tableaux de Paris ; La Dépêche de Toulouse ; Arts ; Arts et Médecine ; Comœdia ; Journal ; Petit Journal ; Temps ; Monde Illustré ; Revue du Languedoc ; Revue du Tarn ; Gai Saber ; Revue de Paris ; Revue Hommes et Mondes.
Direction de collection
- « Demain », 1924-1925.
- « Les Arts de la Bibliothèque Artistique », éditions Floury, 1936-1946.

Œuvres communes à Raymond et Marie-Louise Escholier
- Dansons la Trompeuse, Grasset, 1919 (Prix Northcliffe).
- Cantegril, Grasset, 1921 (Prix Fémina – Vie Heureuse).
- La Nuit, Grasset, 1923.
- Quand on conspire, Grasset, 1925.
- Le Chaudron de cuivre, Éditions de la Cité, 1925.
- Gascogne, Horizon de France, 1929.
- L’Herbe d’amour, Albin Michel, 1931 (Grand prix de Littérature de l’Académie française).
- Au pays de Cantegril, Ferenczi, 1936.
- Le Secret de Montségur, en collaboration avec Maurice Gardelle, Éditions de la Colombe, 1952.

Œuvres de Marie-Louise Escholier
- Les Saisons du vent, journal août 1914-mai 1915, 1986, Carcassonne, Garae / Hésiode.